# Guerra russo-turca (1686-1700)
La guerra russo-turca del 1686-1700 venne combattuta dallo zar Pietro il Grande contro l'Impero ottomano contribuendo a frenarne l'avanzata in Europa.

## Descrizione
Nel 1686 la Russia siglò con i polacco-lituani il trattato di Pace Eterna che garantiva ai russi il possesso della riva sinistra ucraina oltreché della città di Kiev. Successivamente Pietro il Grande decise di aderire alla coalizione anti-turca composta da Confederazione Polacco-Lituana, Austria e Repubblica di Venezia. Nel 1686 nel 1687 lanciarono due campagne militari contro la Crimea, vassallo degli ottomani. Entrambe le spedizioni si rivelarono però un fallimento. Nel 1695 i russi attaccarono la piazzaforte turca di Azov, situata presso la foce del Don. Anche questa campagna culminò con una disfatta per le truppe di Pietro il Grande, costrette a ritirarsi a costo di gravi perdite. L'anno seguente però i russi tornarono ad assediare nuovamente Azov che venne finalmente conquistata nel luglio 1696.

## Conseguenze
In vista di un imminente guerra con gli svedesi, Pietro il Grande siglò un primo trattato di pace con gli ottomani a Karlowitz nel 1699. L'anno seguente le due parti firmarono un  secondo accordo a Costantinopoli con il quale il Sultano cedeva allo zar le fortezze di Azov, Taganrog, Pavlovs'k e Mius e confermava il diritto dei russi ad effettuare pellegrinaggi in Terra santa. Gli ottomani s'impegnavano anche a far cessare le incursioni dei tatari di Crimea, loro vassalli, in territorio russo. Il trattato poneva inoltre le basi per l'apertura di un'ambasciata russa a Costantinopoli.
In cambio lo zar si impegnava ad impedire che i Cosacchi attaccassero l'Impero Ottomano.